# Strasburg (Wirginia)
Strasburg – miasto w Stanach Zjednoczonych, w stanie Wirginia, w hrabstwie Shenandoah.